# 当代史
当代史（英語：Contemporary history）是在時間軸上與当前紧密相连的历史，是现代史的特定角度，即現在的歷史，或是與個人相關的歷史。当代史一词早在19世纪就已使用，並在21世紀成為一門領域。从最广义的意义上来说，当代史是仍处在人们生活記憶（living memory）中的历史，基于人类的預期壽命約為80年，当代史大约为從目前往前80年的时间。以2020年代來說，這個時期所說的當代史，由1940年代之後一直至今，當中包括了第二次世界大戰、冷戰等事件。
狭义上来说，当代史指当前大多数成年人记忆中的历史，大约延续一個世代。以2020年為例，現今正在存活中的人類，其中位數歲數為30歲，也就是說現在正存活人類中，約有一半都生於1990年前後，當代史就相當於這個時期之後至今，也就是相當於1990年代至今的歷史。
显然，随着世代更替，当代史所指的时间也随之变化。

## 「當代」一詞在中華人民共和國的用法
「当代」通常而言与「现代」同义。但在中国文学史的语境里，为区分于「现代」，「当代」特指现代史之后截至現今的近期的一段歷史時期。现代史的结束及当代的起始点有如下几种观点：
1. 第一种观点是1949年。这既是正统的，也是大多数人的观点。1949年中华人民共和国的成立，使中国文学进入了一个崭新的历史阶段。但近年也出现了一些不同的看法，理由是从文学自身来看，1949年没有什么重大事件。
2. 第二种观点是1976年文化大革命结束，从新时期以来是“当代文学”。这种观点认为50-70年代的文学基本是解放区文学的延续，应该属于“现代文学”，文革以后才进入了所谓“翻天覆地”的历史新阶段。
3. 第三种观点是1942年毛泽东《在延安文艺座谈会上的讲话》，认为此前的文学是以五四精神为主导的，此后进入了以共产党思想为核心的当代文学。